# Vaupillon
Vaupillon és un municipi francès, situat al departament de l'Eure i Loir i a la regió de Centre – Vall del Loira. L'any 2007 tenia 470 habitants.

## Demografia

### Població
El 2007 la població de fet de Vaupillon era de 470 persones. Hi havia 188 famílies, de les quals 40 eren unipersonals (16 homes vivint sols i 24 dones vivint soles), 64 parelles sense fills, 72 parelles amb fills i 12 famílies monoparentals amb fills.
La població ha evolucionat segons el següent gràfic:
Habitants censats

### Habitatges
El 2007 hi havia 253 habitatges, 188 eren l'habitatge principal de la família, 51 eren segones residències i 14 estaven desocupats. 249 eren cases i 1 era un apartament. Dels 188 habitatges principals, 170 estaven ocupats pels seus propietaris, 14 estaven llogats i ocupats pels llogaters i 4 estaven cedits a títol gratuït; 1 tenia una cambra, 10 en tenien dues, 29 en tenien tres, 56 en tenien quatre i 92 en tenien cinc o més. 146 habitatges disposaven pel capbaix d'una plaça de pàrquing. A 77 habitatges hi havia un automòbil i a 101 n'hi havia dos o més.

### Piràmide de població
La piràmide de població per edats i sexe el 2009 era:
| Homes | Edats   | Dones |
| ----- | ------- | ----- |
| 0     | 95 o +  | 4     |
| 0     | 90 a 94 | 0     |
| 0     | 85 a 89 | 8     |
| 4     | 80 a 84 | 0     |
| 0     | 75 a 79 | 8     |
| 12    | 70 a 74 | 12    |
| 24    | 65 a 69 | 8     |
| 8     | 60 a 64 | 12    |
| 12    | 55 a 59 | 16    |
| 16    | 50 a 54 | 4     |
| 8     | 45 a 49 | 16    |
| 12    | 40 a 44 | 8     |
| 16    | 35 a 39 | 20    |
| 16    | 30 a 34 | 12    |
| 20    | 25 a 29 | 12    |
| 0     | 20 a 24 | 4     |
| 12    | 15 a 19 | 16    |
| 12    | 10 a 14 | 8     |
| 20    | 5 a 9   | 4     |
| 16    | 0 a 4   | 4     |

## Economia
El 2007 la població en edat de treballar era de 302 persones, 233 eren actives i 69 eren inactives. De les 233 persones actives 208 estaven ocupades (110 homes i 98 dones) i 25 estaven aturades (12 homes i 13 dones). De les 69 persones inactives 34 estaven jubilades, 18 estaven estudiant i 17 estaven classificades com a «altres inactius».

### Ingressos
El 2009 a Vaupillon hi havia 194 unitats fiscals que integraven 480,5 persones, la mediana anual d'ingressos fiscals per persona era de 19.465 €.

### Activitats econòmiques
Dels 10 establiments que hi havia el 2007, 5 eren d'empreses de construcció, 2 d'empreses de comerç i reparació d'automòbils, 1 d'una empresa de transport, 1 d'una empresa de serveis i 1 d'una empresa classificada com a «altres activitats de serveis».
Dels 6 establiments de servei als particulars que hi havia el 2009, 1 era un paleta, 1 guixaire pintor, 1 fusteria, 2 lampisteries i 1 perruqueria.
L'any 2000 a Vaupillon hi havia 18 explotacions agrícoles que ocupaven un total de 1.339 hectàrees.

## Equipaments sanitaris i escolars
El 2009 hi havia una escola elemental.

## Poblacions més properes
El següent diagrama mostra les poblacions més properes.